# Łyskowo (rejon mieżdurieczeński)
Łyskowo (ros. Лысково) – wieś w Rosji, w rejonie mieżdurieczeńskim obwodu wołogodzkiego. W 2021 r. była niezamieszkana.